# Presúria de Chaves
A presúria de Chaves foi o acto de tomada de posse da cidade de Chaves em 872, pelo conde Odoário, em nome do rei Afonso III Magno das Astúrias.
A tomada de Chaves garantiu aos cristãos o domínio do vale de Chaves, importante via de circulação entre o Minho e as Beiras e que garantia o acesso até junto do Douro. A partir desta cidade, deu-se início ao processo de repovoamento de Trás-os-Montes, em torno dos férteis terrenos do vale de Chaves.